# كيلسي بلوم
كيلسي بلوم (بالإنجليزية: Kelsey Plum)‏ مواليد 24 أغسطس 1994 في باواي، هي لاعبة كرة سلة أمريكية. بدأت مسيرتها الاحترافية في سنة 2017. تم اختيارها من قبل فريق سان أنطونيو ستارز خلال الدرافت. تلعب مع سان أنطونيو ستارز في دوري الاتحاد الوطني لكرة السلة النسائية كلاعب هجوم خلفي. وتحمل الرقم 10. يبلغ طولها 5 قدم 8 بوصة (1.7 م). حققت المركز الثاني في دورة الألعاب الأمريكية 2015.

## الميداليات
| الميدالية | المسابقة                    |
| --------- | --------------------------- |
| فضية      | دورة الألعاب الأمريكية 2015 |

## روابط خارجية
- كيلسي بلوم على موقع الاتحاد الدولي لكرة السلة (الإنجليزية)
- كيلسي بلوم على موقع الاتحاد الوطني لكرة السلة النسائية (الإنجليزية)
- كيلسي بلوم على موقع fiba3x3.com (الإنجليزية)
- كيلسي بلوم على موقع كرة السلة الأوروبية.كوم (الإنجليزية)
- كيلسي بلوم على موقع كلية كرة السلة في سبورتس رفرنس.كوم (الإنجليزية)
- كيلسي بلوم على موقع بروبوليرز (الإنجليزية)
- كيلسي بلوم على موقع سبورتس رفرنس (الإنجليزية)
- كيلسي بلوم على موقع اللجنة الأولمبية الدولية (الإنجليزية)
- كيلسي بلوم على موقع أوليمبيديا (الإنجليزية)